# 枯球籮紋蛾
枯球籮紋蛾（學名：Brahmaea wallichii），又名水蠟蛾，是一種屬於籮紋蛾科之下的夜行性蛾類昆蟲。分布於印度、不丹、中國、緬甸、台灣等地。其下分為三個亞種。
學名當中的種小名為紀念丹麥植物學家纳塔尼尔·瓦利希而命名。

## 生態
籮紋蛾的幼蟲以歐洲白蠟樹、女楨屬植物、或歐丁香等為主要食草，
且能夠在進食時自行化解女楨屬植物為防禦所產生的毒素。其主要棲地為熱帶及溫帶地區的森林山區。

## 外觀
左右前翅的內側各有一枚明顯的眼狀紋因而得名；其前後翅的外緣有獨特的棕黑色相間條紋。胸部及腹部也有明顯的橙色／棕色斑紋交錯。成蟲展翅寬度可達約90-160mm。

## 亞種
- Brahmaea wallichii wallichii
- Brahmaea wallichii insulata Inoue, 1984 （台灣特有亞種）
- Brahmaea wallichii saifulica de Freina, 1983 （喜馬拉雅西部）